# Acarapisosis

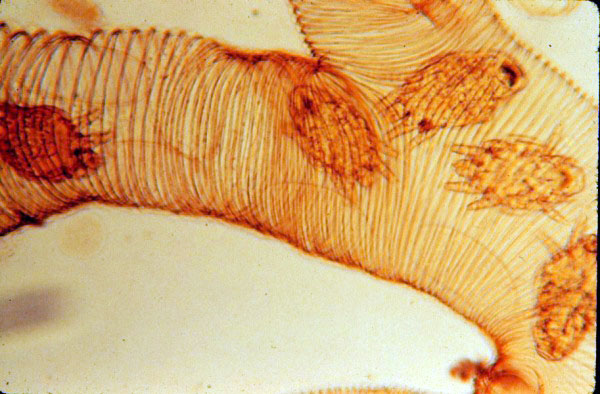
Acarapis woodi

Acarapisosis es una enfermedad parasitaria de la abeja de la miel causada por el ácaro Acarapis woodi.

## Etiología
Acarapis woodi pertenece al tipo Arthropoda, clase Arachnida, orden Acarina, familia Tarsonemidae y es parásito específico de la abeja de miel. 
Existe dimorfismo sexual, de modo que el macho (85-116 µm x 57-85 µm) es más pequeño que la hembra (80 µm x 120 µm). 
Además, el primero tiene las patas más largas, presentando, en la parte dorsal de su cuerpo tres segmentos, mientras que la hembra presenta cinco segmentos.En la hembra, a cada lado de sus piezas bucales adaptadas para picar y succionar se inicia el aparato respiratorio, que falta en el macho. Disponen de pelos olfativos, que se encuentran en los extremos de los dos primeros pares de patas y en el macho, también en el cuarto par, estando más desarrollados en este para la búsqueda de las hembras
en las tráqueas. El intestino está formado por un tubo longitudinal, con una fuerte musculatura, que le permite una aspiración importante. La hembra tiene un ovario y un oviducto en el que se pueden ver, a veces, dos huevos. Para los desplazamientos utilizan sobre todo el segundo y tercer par de
patas. Tiene un color ligeramente amarillo pardusco y un aparato bucal picador chupador.

## Epidemiología
La acarapisosis  es una parasitosis dependiente de muchos factores ecológicos. Tiene carácter endémico en determinadas comarcas y en otras se presenta sólo esporádicamente.
La hembra fecundada penetra en la tráquea de la abeja y a los cuatro cinco días realiza la puesta, que no es muy abundante, cinco-seis huevos. Estos huevos eclosionan a los cuatro días, dando como resultado unas larvas que tienen forma de saco y con sólo el primer par de patas desarrollado, y ya consumen hemolinfa del hospedador y pasados seis-siete días se convierten en deutoninfas con cuatro pares de patas, que posteriormente dan lugar a ácaros adultos. La duración total del desarrollo del ácaro desde la eclosión del huevo hasta la formación del ácaro es de 11-12 días para los machos y de 13- 16 días para las hembras. Éstas, una vez fecundadas, abandonan la tráquea poco después y por contacto, pasan al sistema traqueal de otra abeja. El hecho de que las abejas viejas infestadas, por escasez de alimento o por malas condiciones meteorológicas, estén en el interior de la colmena, aumenta las posibilidades de propagación de la enfermedad.
Es frecuente un cierto periodo de latencia de la enfermedad, pues la tasa de multiplicación del ácaro en las colonias de abejas es baja. En verano mueren muchas abejas infestadas, y por ello, la presión parasitaria disminuye.
El buen tiempo y la abundante floración hacen que, en muchas ocasiones, no se valore la peligrosidad de esta parasitosis, ya que se produce una regresión espontánea de la enfermedad, que se debe a la baja tasa de reproducción del ácaro y a la relativa brevedad de la vida de las abejas obreras (30-40 días). En invierno, cuando las abejas viven más tiempo, los ácaros pueden ejercer mejor su acción patógena. Sin embargo, el ácaro soporta con más dificultad las temperaturas bajas que el calor, pues a 15 °C sus movimientos son lentos, siendo normales a los 30-34 °C. La humedad ambiente baja le perjudica y la alta favorece su desarrollo.
El olor de las abejas no influye en la orientación del ácaro en la búsqueda del hospedador y puede vivir escaso tiempo en las abejas muertas (12-15horas), al igual que sucede en el exterior de las abejas, pues necesita alimentarse. La vida media de un ácaro es de 15-20 días.

## Epizootiología
Susceptibilidad elevada en abejas de pocos días de vida.
La transmisión de la enfermedad en un colmenar se realiza por la deriva, el pillaje y los errores de manejo del apicultor; entre colmenares distantes, por la enjambrazón natural, por la trashumancia no controlada y por las transacciones comerciales.

## Sintomatología
La sintomatología de la enfermedad no es precisa ni característica. Cuando la enfermedad se agrava el vuelo de las abejas es lento y a veces imposible por la alteración de los músculos de las alas. Estas presentan una posición anormal, perpendiculares al cuerpo y caídas, como dislocadas. 
Un consumo prematuro de las reservas corporales provoca una repleción excesiva en la ampolla rectal de las abejas parasitadas, que presentan un abdomen dilatado, lo que puede dar como resultado una disentería.

## Diagnóstico
Clínico. La constatación de los síntomas indicados anteriormente no permiten asegurar que una colonia está parasitada por Acarapis woodi, si bien las abejas que pasan el invierno infestadas, y después del período de latencia, presentan unos síntomas claros y el diagnóstico es más fácil. 
Laboratorial. Las tráqueas pueden observarse en el microscopio a pocos aumentos, detectando la presencia de huevos, formas inmaduras, ácaros adultos, deyecciones o melanizaciones. 
Diferencial. La permanencia, en determinados momentos, en el exterior de la abeja de Acarapis woodi nos hace realizar un diagnóstico diferencial con otros ácaros externos: Acarapis dorsalis, Acarapis externus y Acarapis vagans, que son apatógenos.

## Pronóstico
La Acarapisosis es una enfermedad muy grave y puede ocasionar importantes pérdidas en colonias de abejas, fundamentalmente a la salida del invierno e inicios de primavera.
En los últimos años, el tratamiento de forma sistemática contra V. destructor con acaricidas de acción sistémica o por gas ha disminuido de forma importante la presentación de esta enfermedad.

## Tratamiento
En todos los casos, el tratamiento debe ir dirigido a los ácaros adultos, ya que las larvas y las formas inmaduras son menos afectados por los acaricidas, debido a su inmovilidad. Los huevos no son afectados por los tratamientos. 
Hay que diferenciar los tratamientos líquidos de los gaseosos. Entre los primeros tenemos el Salicilato de metilo, que desprende vapores a temperaturas de 18º a 20 °C. Es necesario realizar tres tratamientos con intervalos de 10 días, utilizando para ello un sistema que asegure una lenta evaporación. Los resultados son aleatorios. 
Cristales de mentol también se utilizan para el tratamiento de la Acarapisosis. 
El mentol debe estar colocado en la parte superior de la colmena y en dosis de 50 g de producto por colonia, repitiendo el tratamiento tres veces a intervalos de tres semanas. 
Los tratamientos gaseosos tienen la limitación de su utilización con temperaturas muy bajas, que disgregaría la piña de abejas. El producto Folbex VA se presenta en tiras fumígenas de Bromopropilato, como principio activo.
El tratamiento completo comporta la utilización, cada siete días, de una tira por colmena, siendo necesario repetir el tratamiento siete - ocho veces. 
Actualmente el tratamiento realizado con acaricidas para el control de Varroa destructor (Varroosis) actúa de forma indirecta sobre la Acarapisosis, lo que impide la presentación de esta enfermedad. 